# X線光電子分光

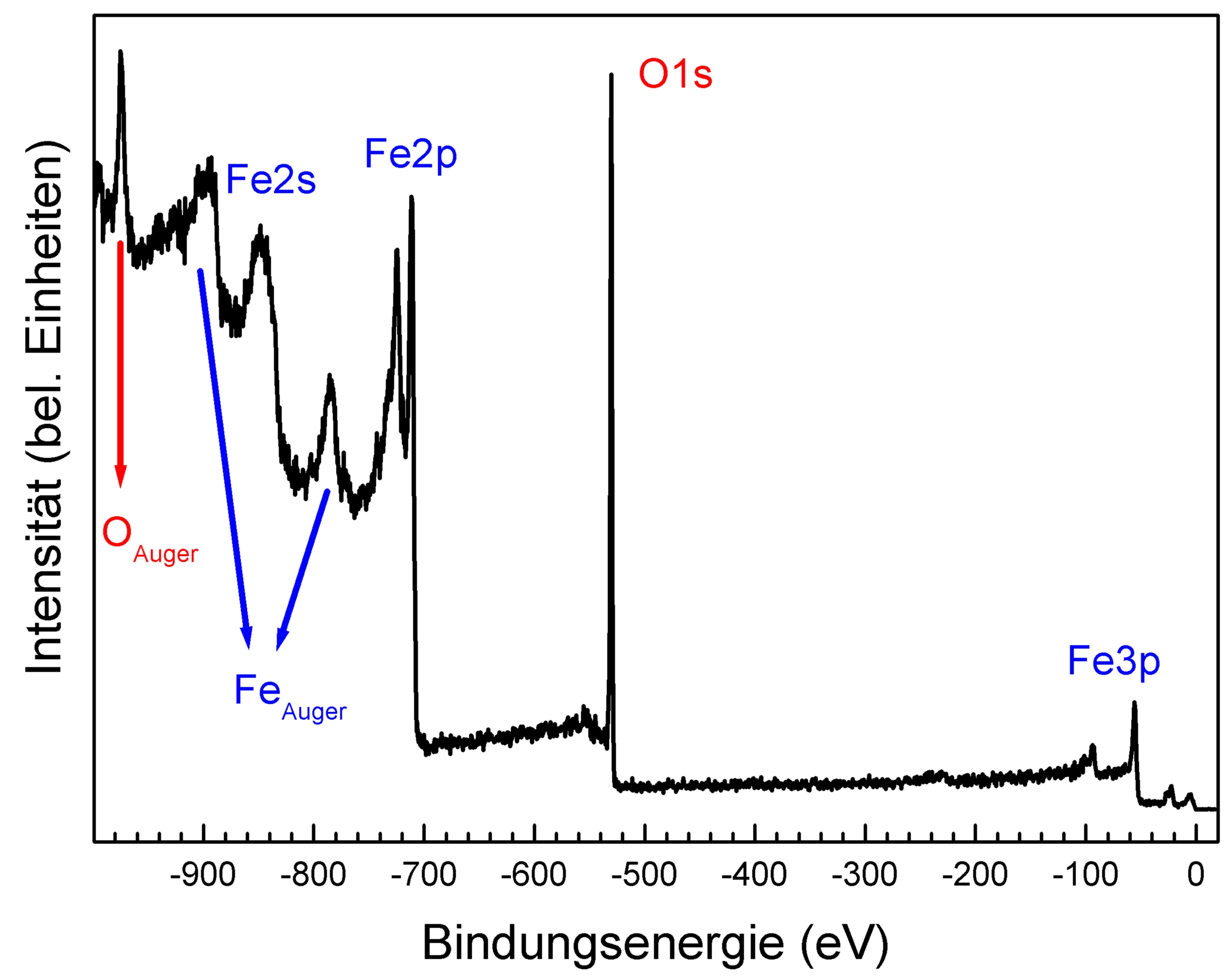
四酸化三鉄（磁鉄鉱）のX線光電子分光スペクトル（サーベイスキャンモード）。横軸は照射したX線を基準としたときの光電子のエネルギー、縦軸は観測された光電子の個数である。

X線光電子分光（エックスせんこうでんしぶんこう）は、光電子分光の1種である。略称はXPS (X-ray Photoelectron Spectroscopy) または ESCA (Electron Spectroscopy for Chemical Analysis, エスカ)。サンプル表面にX線を照射し、生じる光電子のエネルギーを測定することで、サンプルの構成元素とその電子状態を分析することができる。他にもPES、PS等とも呼ばれる。

## 原理
物質に数keV程度の軟X線を照射すると、原子軌道の電子が光エネルギーを吸収し、光電子として外にたたき出される。この光電子は {\displaystyle E=h\nu -E_{B}-\phi }（{\displaystyle E_{B}} は電子の結合エネルギー、 {\displaystyle \phi }は分光器の仕事関数）にしたがったエネルギー値をもつため、X線のエネルギーが一定であれば（すなわち単一波長であれば）、{\displaystyle E_{B}} を求めることができる。
電子の結合エネルギーは元素によって固有なので、元素分析ができる。また結合エネルギーの微妙なシフトは、その元素の化学状態や電子状態（酸化数など）を反映しているため、化学状態を調べることができる。
ターゲットが原子番号の大きな元素の場合、スピン軌道分裂によって2つのピークが出現する。

### 定量
光電子の強度（個数） {\displaystyle I}は以下の式で表される。
{\displaystyle I=F(E)X_{0}N\tau (E)\sigma \cos \theta }
ここで {\displaystyle F(E)}は装置によって異なる装置透過関数、{\displaystyle X_{0}}は入射X線強度、{\displaystyle N}は原子密度、{\displaystyle \tau (E)}は非弾性平均自由行程と相関する減衰長さ、{\displaystyle \sigma }は光イオン化断面積、{\displaystyle \theta }は光電子取り出し角度。
したがって装置と測定条件が一定であれば、これらのパラメータを感度係数に含めることで定量ができる。i成分の濃度を{\displaystyle N_{i}}、光電子強度を{\displaystyle I_{i}}、相対感度係数を{\displaystyle S_{i}}とすると
{\displaystyle {\frac {N_{i}}{\sum {N_{i}}}}={\frac {I_{i}/S_{i}}{\sum {I_{i}/S_{i}}}}}
と表せる。

### 化学シフト
結合エネルギーのずれは化学シフトと呼ばれる。核磁気共鳴における化学シフトと同様に、周囲の原子との相互作用に由来する。
単体元素Aを基準にしたときの化合物Bの化学シフト{\displaystyle \Delta E_{A}^{B}}は次のように表せる。
{\displaystyle \Delta E_{A}^{B}=K(q_{A}-q_{B})+(V_{A}-V_{B})}
{\displaystyle Kq_{A}=q_{A}/r_{A,V}}
{\displaystyle V_{A}=\sum {q_{A}/R}}
ここで{\displaystyle K}はカップリング定数で内殻電子と価電子の2電子積分、{\displaystyle q}は価電子の有効電荷、{\displaystyle V}はマーデルングポテンシャル(イオン結晶中の各格子点の静電ポテンシャルを表す)、{\displaystyle r}は価電子殻の平均軌道半径である。この式の第1項目は内殻電子と価電子との電子-電子相互作用の差に相当する。

## 特徴
利点

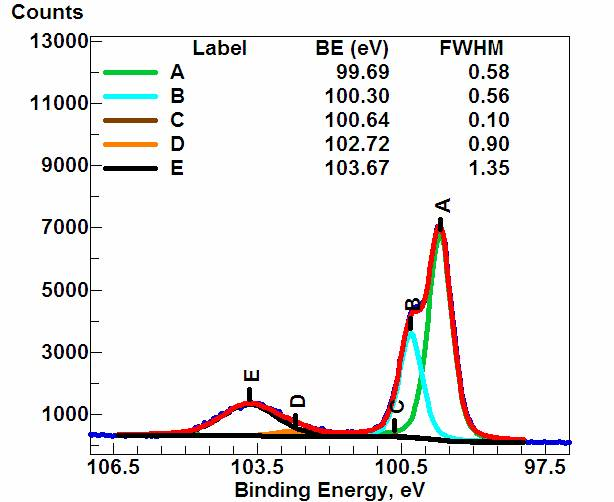
Si(2p)の高分解能スペクトル．結合(束縛)エネルギー(Binding Energy,BE)の異なるSi(2p)電子が存在している，つまり酸化数の異なるSiが存在することが読み取れる．

- ほぼあらゆる元素の種類、およびその電子状態がわかる（例えば、Fe(II) とFe(III) が区別できる）。結果にはある程度（有効数字で一桁ほどではあるが）の定量性がある。
- 物質のごく表面（数ナノメートル)の元素分布がわかる。また、アルゴンエッチングを適宜行うことで深さ方向の元素分布を知ることができる。
- 導体、絶縁体、無機物、有機物のいずれも測定可能。

欠点
- 水素とヘリウムは測定できない。
- 高真空中で固体として安定なものでないと測定できない。
- 絶縁体は測定中にチャージアップが起こるので再現性が悪い。
- X線によって試料がダメージを受けるため、正確に状態を反映しないことがある。
- 炭素化合物の定量は難しい（装置内を高真空に保つためのポンプ由来のオイルミストや試料に付着した一般的な汚れ（高級脂肪酸などの炭化水素系物質）の存在による）。

## 装置

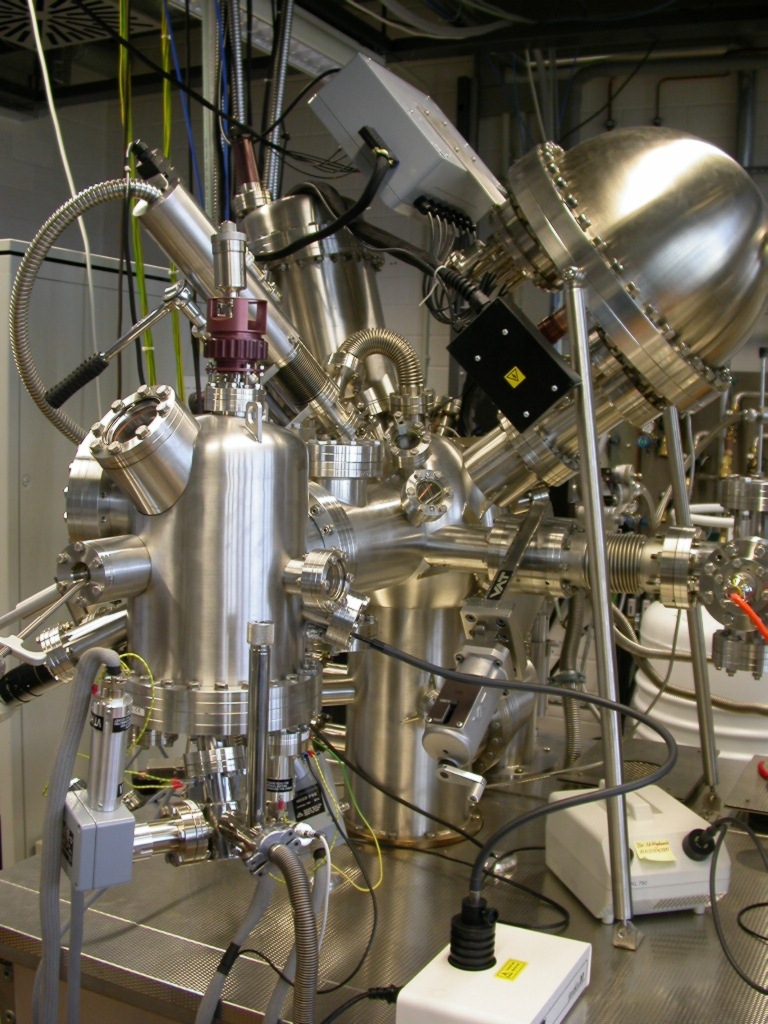
XPS測定装置。右上に見える静電半球形アナライザで光電子のエネルギーおよび個数を測定する。

### X線源
一般的な実験設備ではX線管から発せられるMgKα線(1253.6eV) やAlKα線(1486.6eV)などの軟X線を照射する（軟X線は表面感度が良い）。但し、老朽化したX線源を用いるとMgやAlが酸化物になっており、酸素の特性X線も同時に発生することがあるため注意が必要。X線の取り出し窓にはアルミニウム薄膜が用いられる。電子の脱出深さが一定であることから、試料表面と電子レンズとの角度を15°程度にすることによりさらに表面感度を上げることができる（バルク由来のバックグラウンドが減る）。高分解能が要求される場合は、シンクロトロン放射光を用いる。
単色化されたX線を光源として用いると、化学状態を詳細に解析できる。単色化X線源を用いると光電子スペクトルがシャープになり、X線源のサテライト線やKβ線も除去されるため、S/B比が良くなる。単色化X線源では、ローランド円上にX線源（Alなど）と分光結晶を配置させる。

### 真空ポンプ
XPSでは試料の表面汚染を防ぐため、10^-7Pa以下の超高真空が必要となる。試料導入部ではターボ分子ポンプとロータリーポンプを組み合わせる。測定部ではオイルを使わないイオンポンプとチタンサブリメーションポンプなどを組み合わせる。他にも拡散ポンプやクライオポンプも使われる。

### エネルギー分析器
XPSでは静電型エネルギー分析器が用いられる。電場により光電子の飛行軌道を偏向させ、電場強度と偏向量の関係から光電子の運動エネルギーを測定する。
同心半球型アナライザー(concentric hemispherical analyzer, CHA)がエネルギー分解能が高いため一般的に用いられている。CHAの手前には入射レンズが付いており、CHAの入口スリットへ光電子を集光すること、エネルギー分解能の調整などが行われる。またCHAの他にも同筒鏡型のエネルギー分析器も用いられることがある。

### 検出器
検出器には、電子倍増管（チャンネルトロン、マルチチャンネルトロン、マイクロチャンネルプレート）が用いられる。

## 測定方法

### 測定モード
ワイドスキャン（サーベイスキャン）モード
表面元素の定性分析を行うためのモードで、0 - 1500 eV程度の幅広いエネルギー範囲を、数分間でスキャンする。
ナロースキャンモード
表面元素の定量と化学状態や電子状態を分析するためのモード。サーベイスキャンで得られた元素ピークについて、高エネルギー分解能で測定する。
深さ分析モード
固体表面を、アルゴンやキセノンなどの希ガスイオンでスパッタリングしながら元素分析や状態分析を行うモード。
数nm程度の深さ分析を行うときは、試料と検出器がなす角度（光電子取り込み角）を変化させることで測定深さを変化させることができる。
マッピングモード
試料を移動させながら分析したり、イメージングプレートを使用することで、一次元の線分析や二次元の面分析を行うモード。

### 補正
分析するに当たり、仕事関数・チャージアップの補正を行う。上述の欠点で触れたオイルミストや汚れ由来のC1sピークを逆に利用して補正を行うなどする。シクロヘキサンのC1sは285.2eVであり、これをオイル・汚れの炭化水素鎖のC1sとして、スペクトル中のC1sピークを285.2eVに合致するように調整することにより補正を行う。

## 参考
- Annotated Handbooks of Monochromatic XPS Spectra, PDF of Volumes 1 and 2, B.V.Crist, published by XPS International LLC, 2005, Mountain View, CA, USA
- Handbooks of Monochromatic XPS Spectra, Volumes 1-5, B.V.Crist, published by XPS International LLC, 2004, Mountain View, CA, USA
- Surface Analysis by Auger and X-ray Photoelectron Spectroscopy, ed. J.T.Grant and D.Briggs, published by IM Publications, 2003, Chichester, UK
- Practical Surface Analysis by Auger and X-ray Photoelectron Spectroscopy, 2nd edition, ed. M.P.Seah and D.Briggs, published by Wiley & Sons, 1990, Chichester, UK
- Practical Surface Analysis by Auger and X-ray Photoelectron Spectroscopy, ed. M.P.Seah and D.Briggs, published by Wiley & Sons, 1983, Chichester, UK ISBN 0-471-26279-X
- Surface Chemical Analysis -- Vocabulary, ISO 18115 : 2001, International Organisation for Standardisation (ISO), TC/201, Switzerland,
- Handbook of X-ray Photoelectron Spectroscopy, J.F.Moulder, W.F.Stickle, P.E.Sobol, and K.D.Bomben, published by Perkin-Elmer Corp., 1992, Eden Prairie, MN, USA
- Handbook of X-ray Photoelectron Spectroscopy, C.D.Wagner, W.M.Riggs, L.E.Davis, J.F.Moulder, and G.E.Mullenberg, published by Perkin-Elmer Corp., 1979, Eden Prairie, MN, USA

## 関連文献
- 吉田能英「表面分析―XPS : X線光電子分光―」『日本画像学会誌』第50巻第5号、日本画像学会、2011年、463-469頁、doi:10.11370/isj.50.463。

## 関連
- 光電子分光
- 紫外光電子分光